# Ergolină

Nucleul ergolinic (lisergic) este format din 2 inele: unul indolic și unul chinolinic

Ergolina este un compus organic, a cărui structură apare în compoziția mai multor alcaloizi, numiți alcaloizi ergolinici. Acești alcaloizi se por clasifica în funcție de substituentul de la C8, C9, și dubla legătură de la C9 C10, astfel:
- - Ergoline -substituite la C8:festuclavina
  - 8 ergolene: Arhivat în 9 mai 2007, la Wayback Machine.derivați cu atomul de azot metilat, și subtituenți la C8 diferiți, cu valoare terapeutică limitată:
    - metil-Agroclavina [nefuncțională]

    - hidroximetil - Elimoclavina
    - carboxil - acid paspalic Arhivat în 13 decembrie 2006, la Wayback Machine.

  - Derivați ergolenici: ergina, ergometrina. Această clasă reprezintă importanță farmacologică (atît acești alacaloizi cât și derivații lor
  - Alcaloizi peptidici specifici ciupercii Claviceps purpurea
  - Structură asemănătoare: acizii clavicipitic I și II